# Бургазлиев, Денис Александрович
Дени́с Алекса́ндрович Бургазли́ев (род. 24 августа 1970, Москва, РСФСР, СССР) — российский актёр театра и кино, музыкант. Известен по ролям в телесериалах, как руководитель и солист ВИА «Сердца», «Инкассатор» и бывший гитарист группы «Потомучто».

## Биография
С детства увлекался музыкой, самостоятельно освоил игру на нескольких музыкальных инструментах. С 14 лет начал выступать в музыкальном коллективе.
После окончания средней школы в 1987 году поступил сразу в два высших учебных заведения: Школу-студию МХАТ им. А. П. Чехова и Театральный институт им. Б. Щукина. Выбрал МХАТ. Обучался на курсе под руководством Василия Петровича Маркова, окончил школу-студию в 1991 году. Уже будучи студентом, играл в спектаклях-постановках МХАТа им. А. П. Чехова. Его партнёрами по сцене были такие известные актёры театра и кино, как Юрий Богатырёв, Пётр Щербаков, Станислав Любшин, Ирина Мирошниченко, Евгений Киндинов, Александр Калягин, Иннокентий Смоктуновский. Самая известная театральная работа Дениса Бургазлиева — роль «Брюнета» в нашумевшем спектакле театра им. Станиславского «Лысый брюнет» (роль «Лысого» исполнил популярный актёр, лидер группы «Звуки Му» Пётр Мамонов).
С 1985 года снимается в кино.
Одновременно с работой в кино и театре занимался музыкой. В 1990е годы был руководителем и солистом рок-группы «Сердца», которая распалась после его переезда в 1997 году в Германию, где у Дениса Бургазлиева родилась дочь Александра. Проживая в Германии снимался в фильмах, телесериалах, сочинял песни (организовал свою студию) и музыку к спектаклям, работал в театре. С 2000 года по 2005 являлся актёром ганноверского драматического театра «Schauspielhaus Hannover».
В 2005 году вернулся в Россию, продолжает активно сниматься, писать музыку и песни. Одна из его композиций под названием «Супруги» прозвучала в фильме «Любовь-Морковь» (2007). В настоящее время Денис Бургазлиев занят в новом музыкальном проекте «Инкассатор».
В 2009 году вышли в прокат новые фильмы с участием Дениса Бургазлиева под названием «Розы для Эльзы» Егора Михалкова-Кончаловского, в котором Денис исполнил главную роль, и «Ясновидящая» Ильи Хотиненко. Осенью 2009 года на телеканале НТВ прошёл премьерный показ третьего сезона популярного детективного сериала «Час Волкова». В ближайшем будущем планируется выход на российские экраны фильма «Трасса М8» и «Сатисфакция».
Денис Бургазлиев владеет тремя языками (русский, немецкий, английский), занимается лыжным спортом, хоккеем, фехтованием, единоборствами, а также водит мотоцикл и автомобиль.
В Октябре 2011 прошли съёмки четырёхсерийного телефильма «Смерш-3 „Смертельная схватка“».
В 2012 году прошли съёмки приключенческого (двенадцатисерийного) фильма «Вероника-2» по заказу канала «Россия», режиссёр Андрей Селиванов. Съёмки проходили в России, Польше и Индии.
С 2011 года женат на солистке Кремлёвского балета Алие Хасеновой. В браке родился сын Тимофей в 2018 году.

## Творчество

### Роли в театре
- 1988 — «Эквус» П. Шеффера — 16-летний сумасшедший
- 1990 — «Ундина» Ж. Жироду, режиссёр Николай Скорик, МХТ им. А. П. Чехова (500 спектаклей) — Рыцарь Бертран
- 1992 — «Лысый Брюнет» Д. Гинка, режиссёр Олег Бабицкий, Московский драматический театр им. К. С. Станиславского — Брюнет
- 1994 — «Полковнику никто не пишет» Г. Маркеса, режиссёр Олег Бабицкий, Московский драматический театр им. К. С. Станиславского — Врач
- 1995 — «Преступление и наказание», Ф. М. Достоевского, режиссёр A. Lubimov, Берлинский Orphtheater — Аркадий Свидригайлов
- 1999 — «Anatomie Titus Fall of Rome», режиссёр H. Hametner, Берлинская Volksbühne — Chiron
- 2009 — «Одинокие» Г. Гауптмана, режиссёр Полина Медведева, МХТ им. А. П. Чехова — роль Йоханнес Вокерат
- 2015 — «Бунтари», режиссёр Александр Молочников, МХТ им. А. П. Чехова.
- 2016 — «Макбет» Уильям Шекспир, режиссёр Ян Клята, МХТ им. А. П. Чехова — роли: Ментис, Привратник, Убийца, Врач, Сейтон.
- 2016 — «Письмовник» Михаил Шишкин, режиссёр Марина Брусникина, МХТ им. А. П. Чехова — роль Муж Александры
- 2016 — «Идиотология» Учение об идиотских основах души. По роману Фёдора Достоевского «Идиот», режиссёр Клим Козинский, Электротеатр Станиславский — роль Рогожина.
- 2021 — «О преступление» по роману Ф. М. Достоевского, режиссёр Андрей Любимов, Театр АПАРТЕ Москва- роль Аркадий Свидригайлов.

Ганноверский драматический театр
- 2001 — «Несколько мгновенных снимков Полароида» М. Равенхиля, режиссёр Barbara Bürk — Виктор
- 2001 — «Войцек» Г. Бюхнера, режиссёр Johann Kresnik — Войцек
- 2001 — «Битва Германа» Г. фон Клейста, режиссёр Thomas Bischoff — Хильдерих, смотритель крепости
- 2001 — «Am Offenen Herzen» (Вечер песни Франца Виттенбринка), музыка и режиссура Franz Wittenbrink — вокал
- 2002 — «Мамаша Кураж и её дети» Б. Брехта, режиссёр Christian Pade — Айлиф
- 2002 — «451 градус по Фаренгейту» Р. Брэдбери, режиссёр Fred Kelemen — Макаров
- 2002 — «Комедия обольщения» А. Шницлера, режиссёр Matthias Hartmann — Гизар
- 2002 — «Трёхгрошовая опера» Б. Брехта, режиссёр Nicolas Stemann — Мэкки Мессер
- 2003 — «Жизнь как сон» П. Кальдерона, режиссёр Michael Talke — Кларин
- 2003 — «Смерть Дантона» Г. Бюхнера, режиссёр Igor Bauersima — террорист
- 2003 — «Дождевой роман» К. Дуве, режиссёр Sandra Strunz — Пфицнер
- 2004 — «Клавиго» И. В. Гёте, режиссёр Michael Talke — Карлос
- 2004 — «Макбет» У. Шекспира, режиссёр Krzysztof Warlikowski — Банко
- 2004 — «Как вам это понравится» У. Шекспира, режиссёр Sebastian Nübling — Антонио
- 2004 — «Stand up comedy club» Р. Томаса и С. Ли, режиссёр Sabine Boss — зритель
- 2005 — «В лучшем виде», Ödön von Horváth, режиссёр Sebastian Nübling — Карл

### Фильмография
1. 1985 — «С нами не соскучишься». (телефильм). Режиссёр: Антонина Зиновьева. Роль: Серёжа Крамской.
2. 1992 — «Луна-парк». (Россия, Франция) Режиссёр и сценарист: Павел Лунгин.
3. 1992 — «Лысый Брюнет». (фильм-спектакль) Режиссёр: Олег Бабицкий.
4. 1992 — «Осколок „Челленджера“». Режиссёр: Александр Сурин.
5. 1996 — «Президент и его женщина». Автор сценария и режиссёр: Елена Райская.
6. 1997 — «Der Laden». (Германия) Режиссёр: Jo Baier.
7. 1997 — «Gehen». (Германия) Режиссёр: J.-C. Hassel.
8. 1999 — «Wolffs Revier». («Закон Вольфа» сериал). (Германия) Роль: Конрад Цибульский.
9. 1999 — «Sturmzeit». (Германия) Режиссёр: Bernd Bohlich.
10. 1999 — «Die Pfefferkorner». (телесериал) (Германия) Режиссёры: Андреа Катценбергер, Маттиас Штойрер, Клаус Вирбитцки.
11. 2000 — «Bonhoeffer: Agent of Grace». (телесериал) (Германия) Режиссёр и сценарист: Eric Till.
12. 2000 — «England!». (Германия) Режиссёр: Achim von Borries.
13. 2000 — «Swetlana». (Германия) Режиссёр: Tamara Staudt.
14. 2001 — «Engel sucht Flugel». (Германия) Режиссёр: Marek Gierszal.
15. 2001 — «Kein Gestern, Kein Morgen». (Германия) Режиссёр: Jan-Christoph Hassel.
16. 2002 — «Апрель». Режиссёр и сценарист: Константин Мурзенко. Роль: Владимир Маркович Дергач.
17. 2002 — «August der Gluckliche». (Германия) Режиссёр: Joseph Vilsmaier.
18. 2003 — «Wilde Engel». (сериал) (Германия) Режиссёры: Axel Sand, Roland Leyer, Raoul W. Heimrich.
19. 2004 — «Превосходство Борна». (Германия, США) Режиссёр: Пол Грингрэсс. Роль: милиционер.
20. 2004 — «Autobahn». (Германия) Режиссёр: Bartosz Werner.
21. 2006 — «Kinder der Flucht, Die». (Германия) Режиссёр и сценарист: Hans-Christoph Blumenberg.
22. 2006 — «November Sonne». (Германия) Режиссёр и сценарист: Yvonne Brandl.
23. 2007 — «Консервы». Режиссёр: Егор Михалков-Кончаловский. Роль: капитан ФСБ.
24. 2007 — «Час Волкова». (телесериал) Режиссёры: Александр Грабарь, Дмитрий Ланчихин. Роль: капитан Тимофей Тарабрин.
25. 2007 — «GSG 9 — Die Elite Einheit». (сериал) (Германия) Режиссёры: Йорго Папавассилиу, Ханс-Гюнтер Бюкинг. Роль: Александр Сова.
26. 2008 — «Час Волкова-2». (телесериал) Режиссёры: Александр Грабарь, Егор Грамматиков, Дмитрий Ланчихин, Андрей Лебедянский, Мичислав Юзовский. Роль: капитан Тимофей Тарабрин.
27. 2008 — «Трасса М8». Режиссёр: Александр Грабарь. Роль: Алёша Винил.
28. 2008 — «Ясновидящая». Режиссёр: Илья Хотиненко. Роль: Иван.
29. 2009 — «Розы для Эльзы». Режиссёр: Егор Михалков-Кончаловский. Роль: «Куба».
30. 2009 — «Час Волкова-3». (телесериал) Режиссёры: Александр Грабарь, Егор Грамматиков, Антон Дорин, Артем Хряков. Роль: капитан Тимофей Тарабрин.
31. 2010 — «Час Волкова-4». (телесериал) Режиссёры: Александр Грабарь, Сергей Артимович, Егор Грамматиков. Роль: капитан Тимофей Тарабрин.
32. 2010 — «Сатисфакция». Режиссёр: Анна Матисон. Роль: Дима.
33. 2011 — «Час Волкова-5». (телесериал) Режиссёры: Егор Грамматиков, Александр Грабарь, Рамиль Сабитов, Раду Крихан, Вадим Шанаурин. Роль: капитан Тимофей Тарабрин.
34. 2012 — «Бигль». Режиссёр: Дмитрий Брусникин. Роль: Андрей Ростовцев, «Бигль», директор детективного агентства «Бигль», «шеф».
35. 2012 — «Отдам котят в хорошие руки». Режиссёр: Александр Баршак. Роль: Кирилл доктор.
36. 2012 — «Смерть шпионам. Скрытый враг». (Беларусь, Россия, Украина) Режиссёр и сценарист: Эдуард Пальмов. Роль: Александр Галимов, капитан.
37. 2013 — «Вероника. Беглянка». Режиссёр: Андрей Селиванов. Роль: Макс.
38. 2013 — «Клянёмся защищать». (Беларусь, Россия) Режиссёр: Вячеслав Никифоров. Роль: Василий Эдуардович Рудаков, полковник.
39. 2013 — «Отель „Президент“». :Режиссёр: Илья Хотиненко. Роль: Викентий Волин, скрипач, мировая знаменитость.
40. 2013 — «Пока живу, люблю». :Режиссёр: Эдуард Пальмов. Роль: Вячеслав Борисович Семёнов, доктор.
41. 2013 — «Гнездо Кочета». :Режиссёр: Илья Хотиненко. Роль: Доктор Д.
42. 2013 — «Кто-то теряет, кто-то находит». Режиссёр: Илья Хотиненко. Роль: Лев Борисович, ухажёр Марии, стоматолог.
43. 2014 — «Палач». Режиссёр: Вячеслав Никифоров. Роль: Олег Дмитриевич Карпухин, бывший муж Маргариты и отец Славика, хирург.
44. 2014 — «Соблазн». (Раскаяние) Режиссёр: Ольга Субботина. Роль: Олег Иванович Щуров, финансовый директор.
45. 2015 — «Паук». Режиссёр: Евгений Звездаков. Роль: Карпухин, отец Славика.
46. 2015 — «Снайпер. Последний выстрел». Режиссёр: Арман Геворгян.
47. 2015 — «Снайпер. Герой сопротивления». (Беларусь, Россия) Режиссёр: Арман Геворгян. Роль: Андре Ренье, французский лейтенант.
48. 2015 — «Lotta & der dicke Brocken» (Лотта и самая трудная задача) (ZDF) Режиссёр: Эдзард Оннекен.
49. 2015 — «Die jungen Arzte: Alte Bande» (Молодые врачи: Старая банда) (ARD) Режиссёр: Штеффен Манерт.
50. 2015 — «Медсестра». Режиссёр: Михаил Журавкин. Роль: Олег Юрьевич Стахновский, сосудистый хирург.
51. 2015 — «Ищейка». Режиссёр: Дмитрий Брусникин. Роль: Марат Хайдаров, эксперт.
52. 2016 — «Вечный отпуск». (Россия, Украина) Режиссёр: Валентина Власова. Роль: Буч Кидис, рок-звезда.
53. 2016 — «Maikafer flieg! Primavera di Christine, La» (Лети, майский жук! Весна Кристины) (Kino A) (Австрия) Режиссёр: Мирьям Унгер. Роль: майор.
54. 2016 — «Отражение радуги». Роль: Влад, юрист.
55. 2017 — «Вавилон-Берлин». (Германия) Режиссёры: Хендрик Хандлёгтен, Том Тыквер, Ахим фон Боррис. Роль: Полковник Трохин.
56. 2017 — «Alarm fur Cobra 11: LiebesgruBe aus Moskau». (Тревога для «Кобры 11») (SAT.1) Режиссёр: Ральф Полинский.
57. 2017 — «Ein starkes Team: Treibjagd». (Сильная команда) (ZDF) Режиссёр: Мартин Кинкель.
58. 2017 — «Ищейка-2». Режиссёр: Дмитрий Брусникин. Роль: Марат Хайдаров, эксперт.
59. 2017 — «Лучше, чем люди». (2 сезона) Режиссёр: Андрей Джунковский. Роль: Лев, муж Аллы.
60. 2018 — «Ищейка-3». Режиссёр: Дмитрий Брусникин. Роль: Марат Хайдаров, эксперт.
61. 2018 — «Die Chefin: Fremder Sohn». (ZDF) Режиссёр: Florian Kern.
62. 2018 — "Операция «Сатана». (1 сезон) Режиссёр: Юрий Мороз.
63. 2018 — «Deutschland 86». (Германия 86) (1 сезон) (RTL) Режиссёры: Флориан Коссен, Арни Фельдхузен.
64. 2019 — «Формула мести». Режиссёр: Сергей Коротаев. Роль: Олег Дмитриевич Карпухин
65. 2019 — «Рикошет». Режиссёры: Денис Карышев, Вячеслав Кириллов. Роль: Егор, бармен.
66. 2019 — «Die Kanzlei: Heisse Fracht + Feuer und Flamme». (ARD) Режиссёр: Thomas Jauch.
67. 2019 — «Первые встречные». (1 сезон) Режиссёр: Тимур Кабулов.
68. 2019 — «Отель „Толедо“» (1 сезон) Режиссёр: Юрий Попович. Роль: Лисов.
69. 2020 — «Катран». Режиссёр: Сергей Коротаев. Роль: Олег Дмитриевич Карпухин
70. 2020 — «Ищейка-4». Режиссёр: Андрей Головков. Роль: Марат Хайдаров, эксперт.
71. 2021 — «Ищейка-5». Режиссёр: Андрей Головков. Роль: Марат Хайдаров, эксперт.
72. 2021 — «Вне себя». Режиссёр: Клим Козинский. Роль: Алексей Михайлович Зорин, полковник МВД России
73. 2021 — «Западня». Режиссёр: Сергей Попов. Роль: Олег Дмитриевич Карпухин
74. 2021 — «Рикошет 2». Режиссёр: Денис Карышев. Роль : Бармен
75. 2021 — «Предпоследняя инстанция». Режиссёр: Ольга Акатьева. Роль: Валерий Ильич Силантьев
76. 2022 — «13 клиническая». Режиссёр: Клим Козинский. Роль: «Химера»
77. 2022 — «Ищейка-6». Режиссёр: Андрей Головков. Роль: Марат Хайдаров, эксперт.
78. 2023 — «Ищейка-7». Режиссёр: Андрей Головков. Роль: Марат Хайдаров, эксперт.
79. 2024 — «Иные». Режиссёр: Владимир Ракша. Роль: «адмирал Канарис»
80. 2025 — «Ищейка-8». Режиссёр: Андрей Головков. Роль: Марат Хайдаров, эксперт.

### Дискография
Композиции, записанные Денисом Бургазлиевым и группой «Сердца»:
- Булочка
- Женщина-секретарь
- Нету
- Виктор Палыч
- Два товарища
- Гуляю в лесу
- Цирк
- Мне хорошо
- Стены
- Надо спросить
- Супруги (к фильму «Любовь-Морковь»)

Композиции, записанные Денисом Бургазлиевым и группой «Аврора»:
- Эскобар
- Супруги

Композиции, записанные Денисом Бургазлиевым и группой «Инкассатор»:
- Одинокий шахтёр
- Бывает
- Ни в одной книге
- Старый надёжный друг
- Джек Лондон